# Moyemont
Moyemont [mwajmɔ̃]  est une commune française située dans le département des Vosges, en région Grand Est.
Ses habitants sont appelés les Moyemontais.

## Géographie

### Localisation

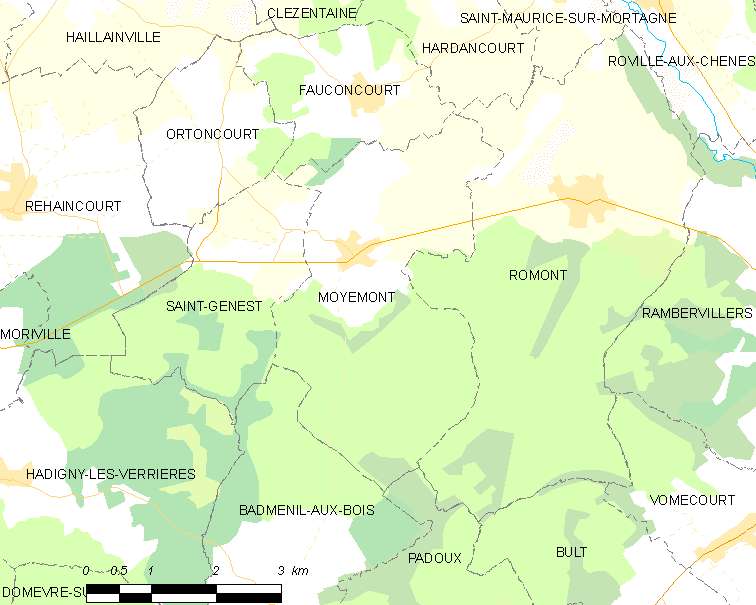
Situation géographique de Moyemont.

Moyemont est une commune rurale entre Charmes et Rambervillers. Le village, bâti en étoile le long des routes, est à 7 km de Rambervillers et à 15 km de Portieux sur la route départementale 32.

### Géologie et relief
Sur les 1 233,83 hectares de son domaine, la commune se compose de 31,62 hectares de territoires artificialisés (2,56 %), 542,40 hectares de territoires agricoles (43,99 %) et 658,81 hectares de forêts et milieux semi-naturels (53,43 %).
Espaces naturels :
- Deux espaces protégés hors Natura 2000 :

Mardelles en forêt de Padoux,
 Prairies et marais du Habu.
- Quatre zones naturelles d'intérêt écologique, faunistique et floristique (Znieff) :

Forêt de Rambervillers,
Ruisseau de Bonvillers à Padoux,
Forêt de Rambervillers, de Charmes et de Fraize,
 Marais du Habu à Moyemont.
Le ruisseau du Habu et le ruisseau de devant Prays, tributaires de la Mortagne, s'écoulent vers le nord-est. 

### Communes limitrophes
| Fauconcourt  | Hardancourt       |        |
| Saint-Genest | Moyemont          | Romont |
|              | Badménil-aux-Bois | Padoux |

### Hydrographie et les eaux souterraines
Hydrogéologie et climatologie : Système d’information pour la gestion des eaux souterraines du bassin Rhin-Meuse  :
Territoire communal : Occupation du sol (Corinne Land Cover); Cours d'eau (BD Carthage),
Géologie : Carte géologique; Coupes géologiques et techniques,
 Hydrogéologie : Masses d'eau souterraine; BD Lisa; Cartes piézométriques.
La commune est située dans le bassin versant du Rhin, au sein du bassin Rhin-Meuse. Elle est drainée par le ruisseau de Bonvillers, le ruisseau de Derriere le Haut, le ruisseau de Devant Prays et le ruisseau la Padaine,.

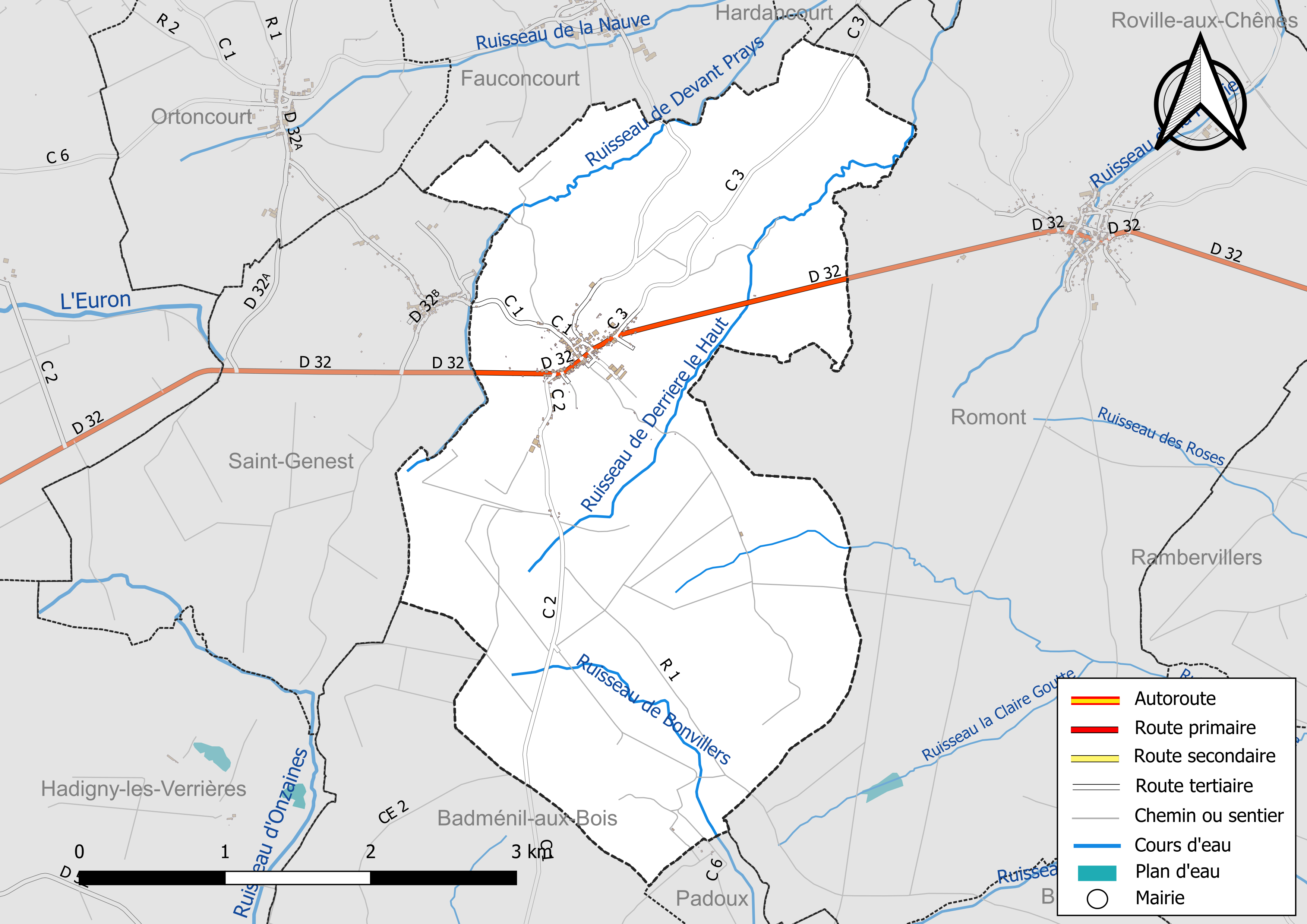
Réseaux hydrographique et routier de Moyemont.

La qualité des eaux de baignade et des cours d’eau peut être consultée sur un site dédié géré par les agences de l’eau et l’Agence française pour la biodiversité.

### Climat
Pour des articles plus généraux, voir Climat du Grand Est et Climat des Vosges.
En 2010, le climat de la commune est de type climat de montagne, selon une étude du Centre national de la recherche scientifique s'appuyant sur une série de données couvrant la période 1971-2000. En 2020, Météo-France publie une typologie des climats de la France métropolitaine dans laquelle la commune est exposée à un climat semi-continental et est dans une zone de transition entre les régions climatiques « Lorraine, plateau de Langres, Morvan » et « Vosges ». 
Pour la période 1971-2000, la température annuelle moyenne est de 9,4 °C, avec une amplitude thermique annuelle de 17 °C. Le cumul annuel moyen de précipitations est de 918 mm, avec 12,7 jours de précipitations en janvier et 10,2 jours en juillet. Pour la période 1991-2020, la température moyenne annuelle observée sur la station météorologique de Météo-France la plus proche, « Roville », sur la commune de Roville-aux-Chênes à 6 km à vol d'oiseau, est de 10,3 °C et le cumul annuel moyen de précipitations est de 833,3 mm. 
La température maximale relevée sur cette station est de 40 °C, atteinte le 25 juillet 2019 ; la température minimale est de −24,5 °C, atteinte le 2 janvier 1971,,. 
Les paramètres climatiques de la commune ont été estimés pour le milieu du siècle (2041-2070) selon différents scénarios d'émission de gaz à effet de serre à partir des nouvelles projections climatiques de référence DRIAS-2020. Ils sont consultables sur un site dédié publié par Météo-France en novembre 2022.

## Urbanisme

### Typologie
Au 1er janvier 2024, Moyemont est catégorisée commune rurale à habitat dispersé, selon la nouvelle grille communale de densité à sept niveaux définie par l'Insee en 2022.
Elle est située hors unité urbaine. Par ailleurs la commune fait partie de l'aire d'attraction d'Épinal, dont elle est une commune de la couronne,. Cette aire, qui regroupe 118 communes, est catégorisée dans les aires de 50 000 à moins de 200 000 habitants,.

### Occupation des sols
L'occupation des sols de la commune, telle qu'elle ressort de la base de données européenne d’occupation biophysique des sols Corine Land Cover (CLC), est marquée par l'importance des forêts et milieux semi-naturels (53,4 % en 2018), une proportion identique à celle de 1990 (53,4 %). La répartition détaillée en 2018 est la suivante : 
forêts (53,4 %), prairies (26,6 %), terres arables (17,3 %), zones urbanisées (2,6 %). L'évolution de l’occupation des sols de la commune et de ses infrastructures peut être observée sur les différentes représentations cartographiques du territoire : la carte de Cassini (XVIIIe siècle), la carte d'état-major (1820-1866) et les cartes ou photos aériennes de l'IGN pour la période actuelle (1950 à aujourd'hui).

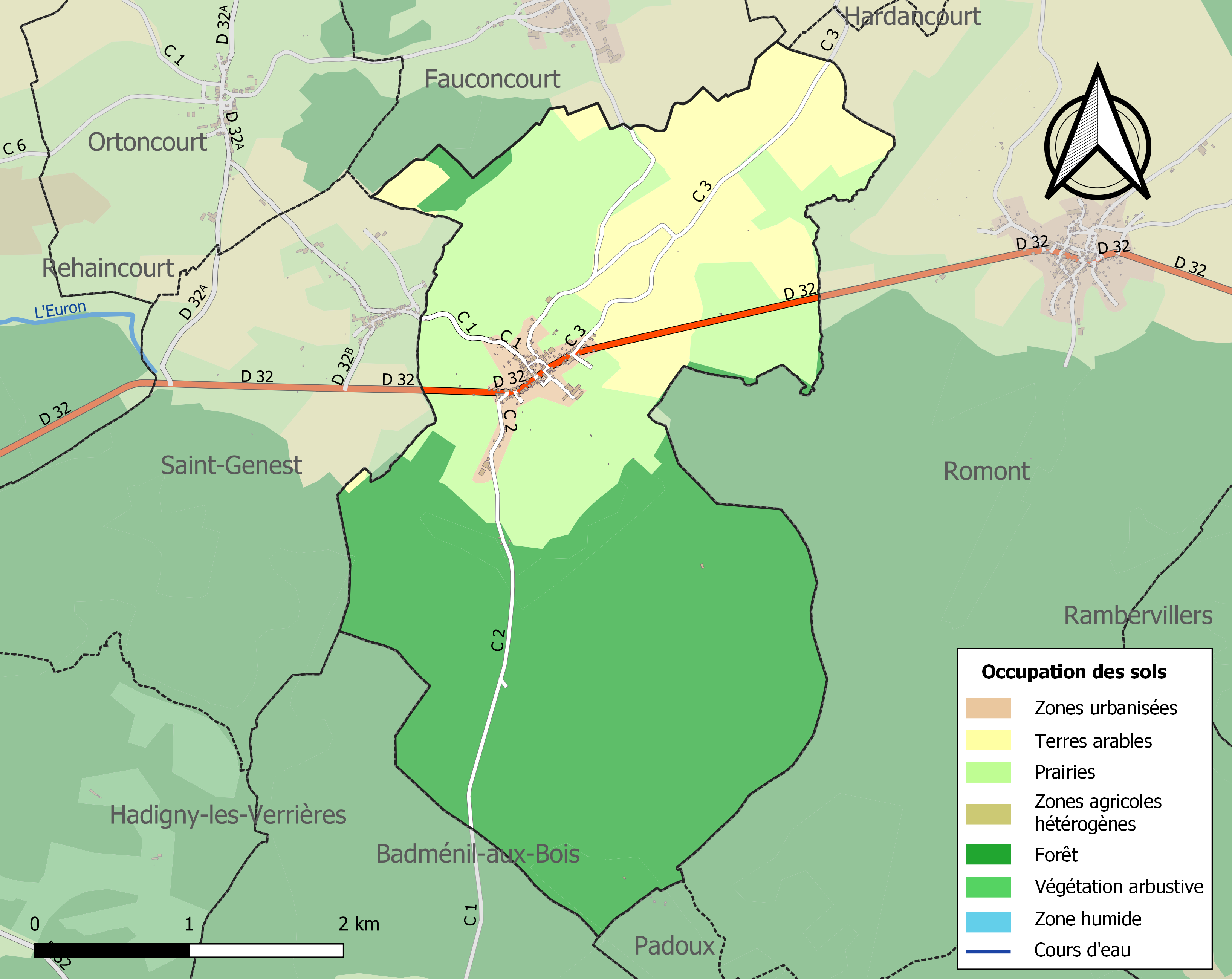
Carte des infrastructures et de l'occupation des sols de la commune en 2018 (CLC).

## Toponymie
Le nom de la localité est attesté sous les formes Eccl. Monimontis, eccl. Sancti Genesii Menimontis (1062) ; Census Medii Montis (XIe siècle) ; Medium Montem (1114) ; B. de Moyenmont (1197) ; Moiienmont, Moiemont (1253) ; Moymont (1269) ; T. de Moimmont (1275) ; Moienmont (1398) ; Moiemont (1466) ; Moyémont ou Moyenmont (1779).
Le nom du village vient de sa position élevée sur une petite colline (Medius Mons), avec attraction du latin medianus devenu en langue d'oïl « moyen »[réf. nécessaire].
 (mai 2025).
On ne peut assigner de date certaine à la fondation de Moyemont. Il est cependant probable qu'il existait à l'époque gallo-romaine ; de nombreuses monnaies romaines y ont été trouvées. La voie romaine qui reliait l'axe Langres, Raon-l'Étape, le Donon et Strasbourg passait dans les bois de Moyemont.
En 1114, le lieu est mentionné sous le qualificatif de « seigneurie de Moyemont » appartenant au chapitre de Saint-Dié. En 1751, il dépendait du bailliage de Lunéville puis en 1790 du district d'Épinal et du canton de Domèvre-sur-Avière. Au spirituel, Moyemont dépendait de la paroisse de Rambervillers, doyenné d’Épinal.

## Politique et administration

### Liste des maires
| Période                                  | Période    | Identité          | Étiquette | Qualité       |
| ---------------------------------------- | ---------- | ----------------- | --------- | ------------- |
| Les données manquantes sont à compléter. |            |                   |           |               |
| 1989                                     | 1995       | Jean-Pierre Herbé |           |               |
| juin 1995                                | mars 2012  | Michel Pierson    |           | a démissionné |
| mai 2012                                 | avril 2014 | Gérard Villemin   |           |               |
| avril 2014                               | En cours   | Patrice Herbé     |           | Agriculteur   |

### Budget et fiscalité 2023

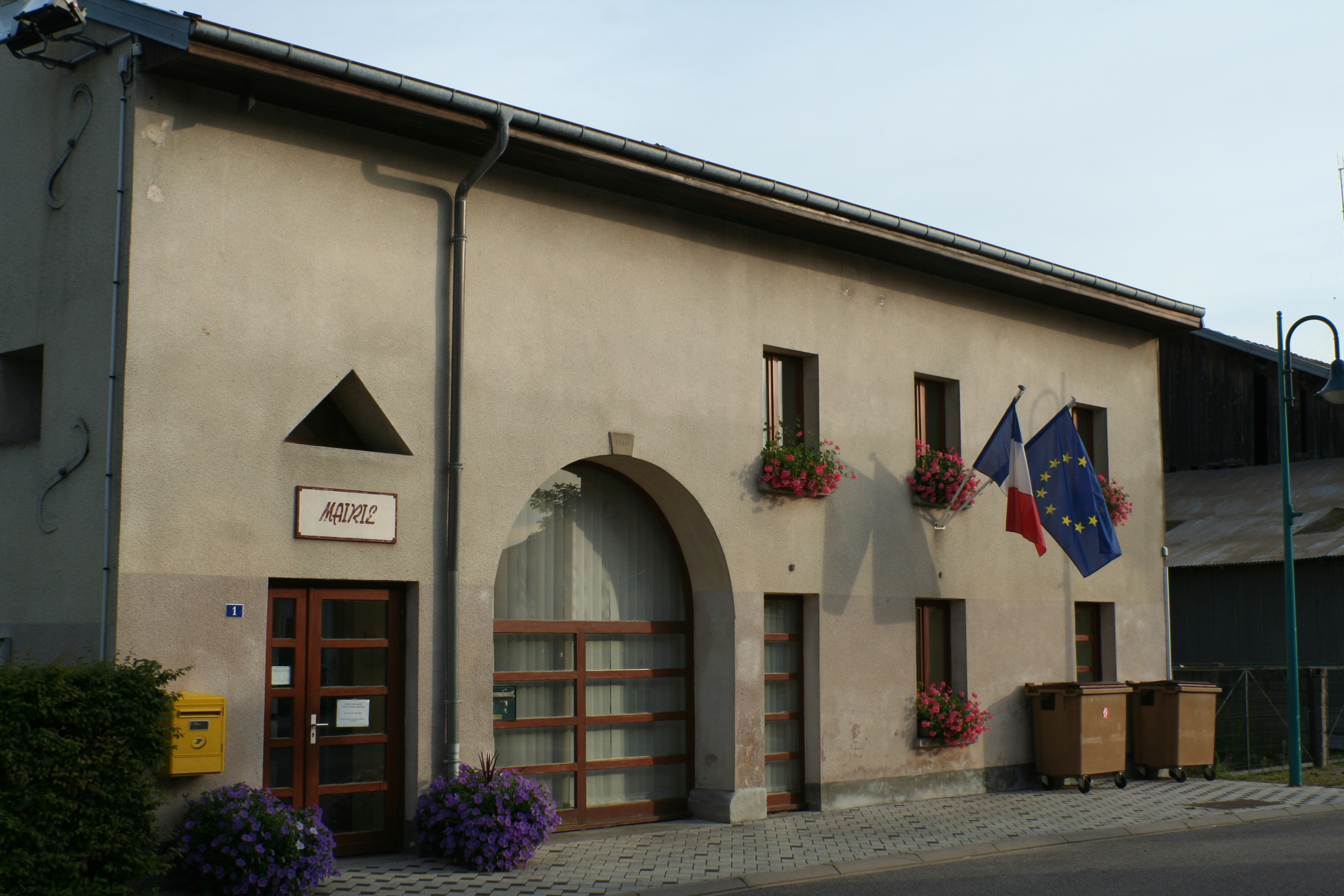
La mairie.

En 2023, le budget de la commune était constitué ainsi :
- total des produits de fonctionnement : 407 000 €, soit 1 763 € par habitant ;
- total des charges de fonctionnement : 232 000 €, soit 1 005 € par habitant ;
- total des ressources d'investissement : 68 000 €, soit 295 € par habitant ;
- total des emplois d'investissement : 185 000 €, soit 803 € par habitant ;
- endettement : 69 000 €, soit 299 € par habitant.

Avec les taux de fiscalité suivants :
- taxe d'habitation : 16,85 % ;
- taxe foncière sur les propriétés bâties : 36,89 % ;
- taxe foncière sur les propriétés non bâties : 23,57 % ;
- taxe additionnelle à la taxe foncière sur les propriétés non bâties : 0,00 % ;
- cotisation foncière des entreprises : 0,00 %.

Chiffres clés Revenus et pauvreté des ménages en 2021 : médiane en 2021 du revenu disponible, par unité de consommation : 19 580 €.

## Économie

### Entreprises et commerces

#### Commerces
- Commerces et services de proximité[29]

## Population et société

### Démographie

#### Évolution démographique
L'évolution du nombre d'habitants est connue à travers les recensements de la population effectués dans la commune depuis 1793. Pour les communes de moins de 10 000 habitants, une enquête de recensement portant sur toute la population est réalisée tous les cinq ans, les populations de référence des années intermédiaires étant quant à elles estimées par interpolation ou extrapolation. Pour la commune, le premier recensement exhaustif entrant dans le cadre du nouveau dispositif a été réalisé en 2004.

En 2022, la commune comptait 221 habitants, en stagnation par rapport à 2016 (Vosges : −2,96 %, France hors Mayotte : +2,11 %).
| 1793 | 1800 | 1806 | 1821 | 1831 | 1836 | 1841 | 1846 | 1856 |
| ---- | ---- | ---- | ---- | ---- | ---- | ---- | ---- | ---- |
| 369  | 340  | 393  | 399  | 423  | 447  | 461  | 464  | 436  |

| 1861 | 1866 | 1876 | 1881 | 1886 | 1891 | 1896 | 1901 | 1906 |
| ---- | ---- | ---- | ---- | ---- | ---- | ---- | ---- | ---- |
| 440  | 442  | 449  | 435  | 414  | 404  | 409  | 365  | 357  |

| 1911 | 1921 | 1926 | 1931 | 1936 | 1946 | 1954 | 1962 | 1968 |
| ---- | ---- | ---- | ---- | ---- | ---- | ---- | ---- | ---- |
| 335  | 292  | 295  | 266  | 250  | 214  | 188  | 193  | 170  |

| 1975 | 1982 | 1990 | 1999 | 2004 | 2006 | 2009 | 2014 | 2019 |
| ---- | ---- | ---- | ---- | ---- | ---- | ---- | ---- | ---- |
| 149  | 146  | 174  | 206  | 220  | 221  | 220  | 220  | 227  |

| 2022 | - | - | - | - | - | - | - | - |
| ---- | - | - | - | - | - | - | - | - |
| 221  | - | - | - | - | - | - | - | - |

### Enseignement
Établissements d'enseignements :
- Écoles maternelles à Fauconcourt, Romont, Rehaincourt, Vomécourt, Hadigny-les-Verrières.
- Écoles primaires à Moyemont, Saint-Maurice-sur-Mortagne, Roville-aux-Chênes, Rehaincourt, Hadigny-les-Verrières.
- Collèges à Rambervillers, Châtel-sur-Moselle, Thaon-les-Vosges, Gerbéviller.
- Lycées à Roville-aux-Chênes, Thaon-les-Vosges, Épinal.

### Santé
Professionnels et établissements de santé :
- Médecins à Rambervillers, Sercoeur, Châtel-sur-Moselle, Magnières, Girmont, Nomexy, Thaon-les-Vosges.
- Pharmacies à Rambervillers, Châtel-sur-Moselle, Magnières, Nomexy, Portieux, Thaon-les-Vosges.
- Hôpitaux à Rambervillers, Châtel-sur-Moselle, Thaon-les-Vosges, Golbey, Charmes.

### Cultes
- Culte catholique, Paroisse Notre-Dame-de-la-Mortagne[36], Diocèse de Saint-Dié.

## Lieux et monuments

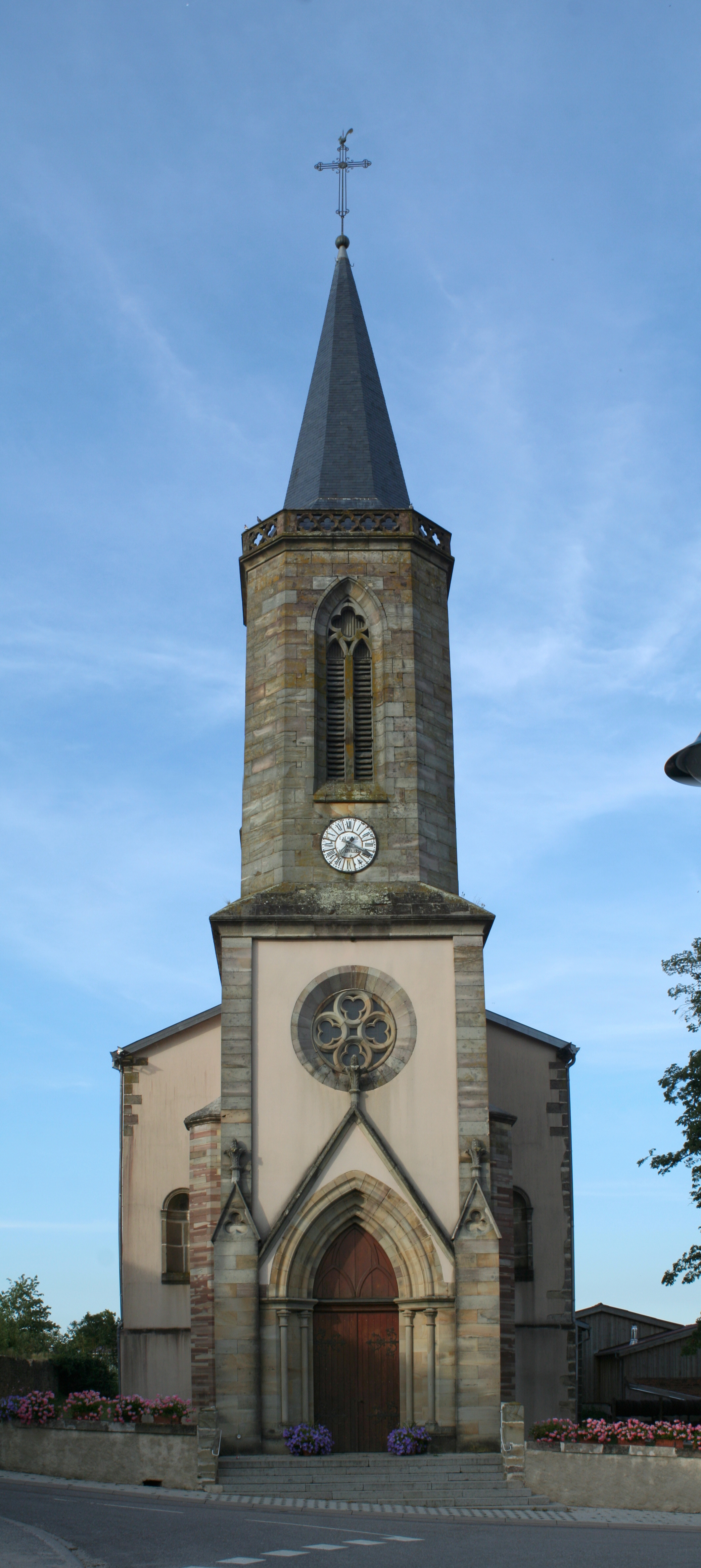
Façade occidentale (clocher-porche) de l'église Saint-Pierre-ès-Liens.
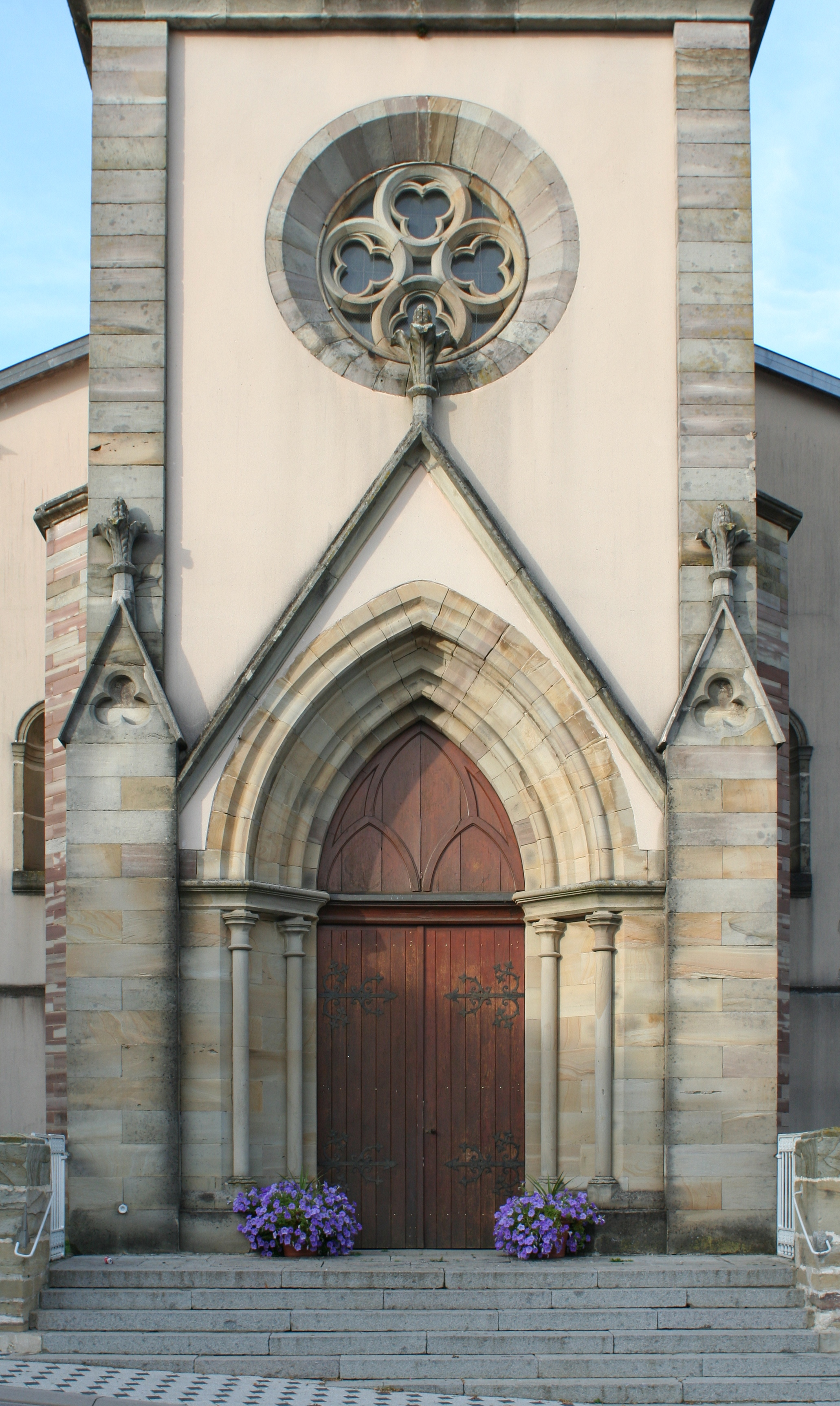
Église Saint-Pierre-ès-Liens.
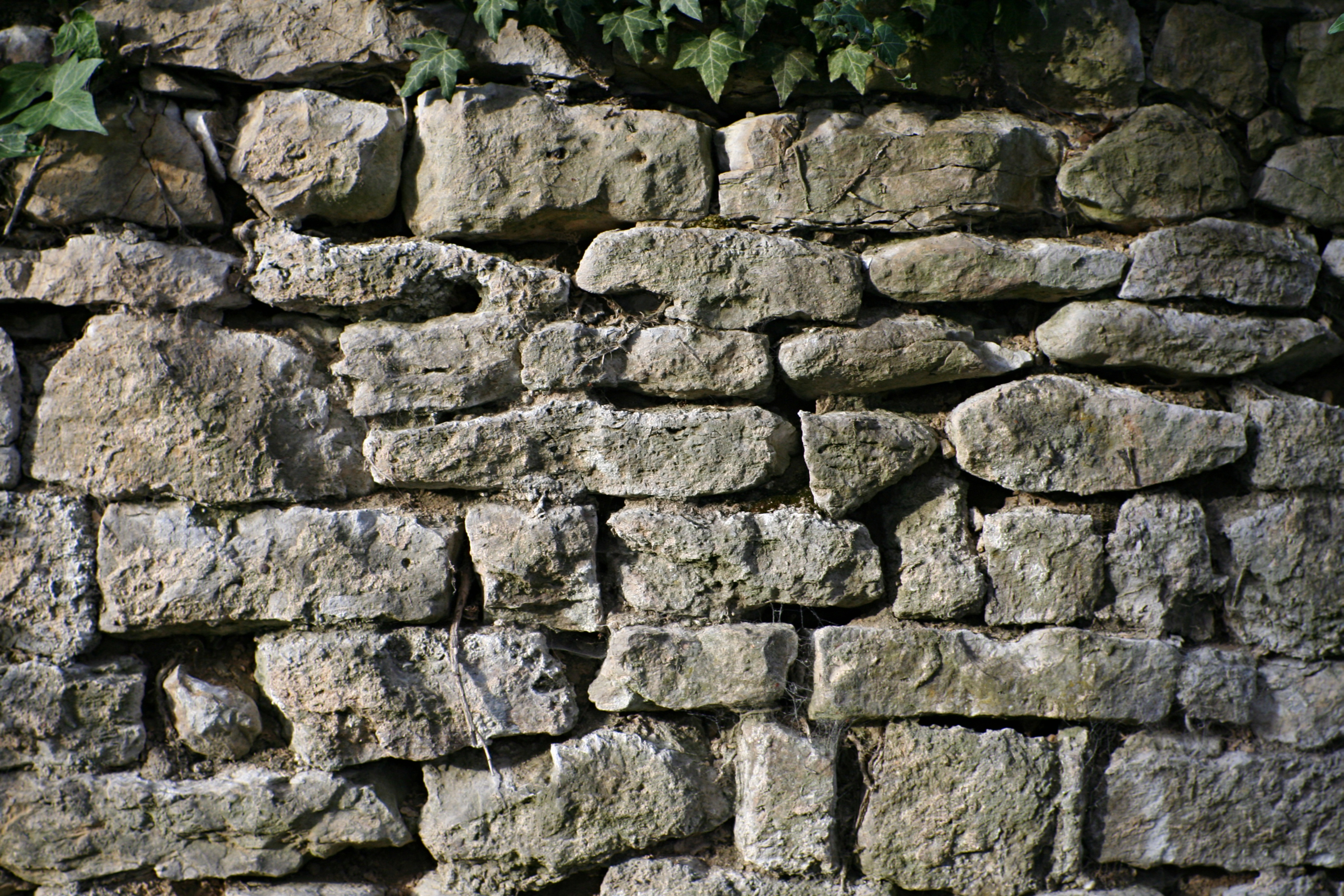
Mur en pierres derrière l'église.
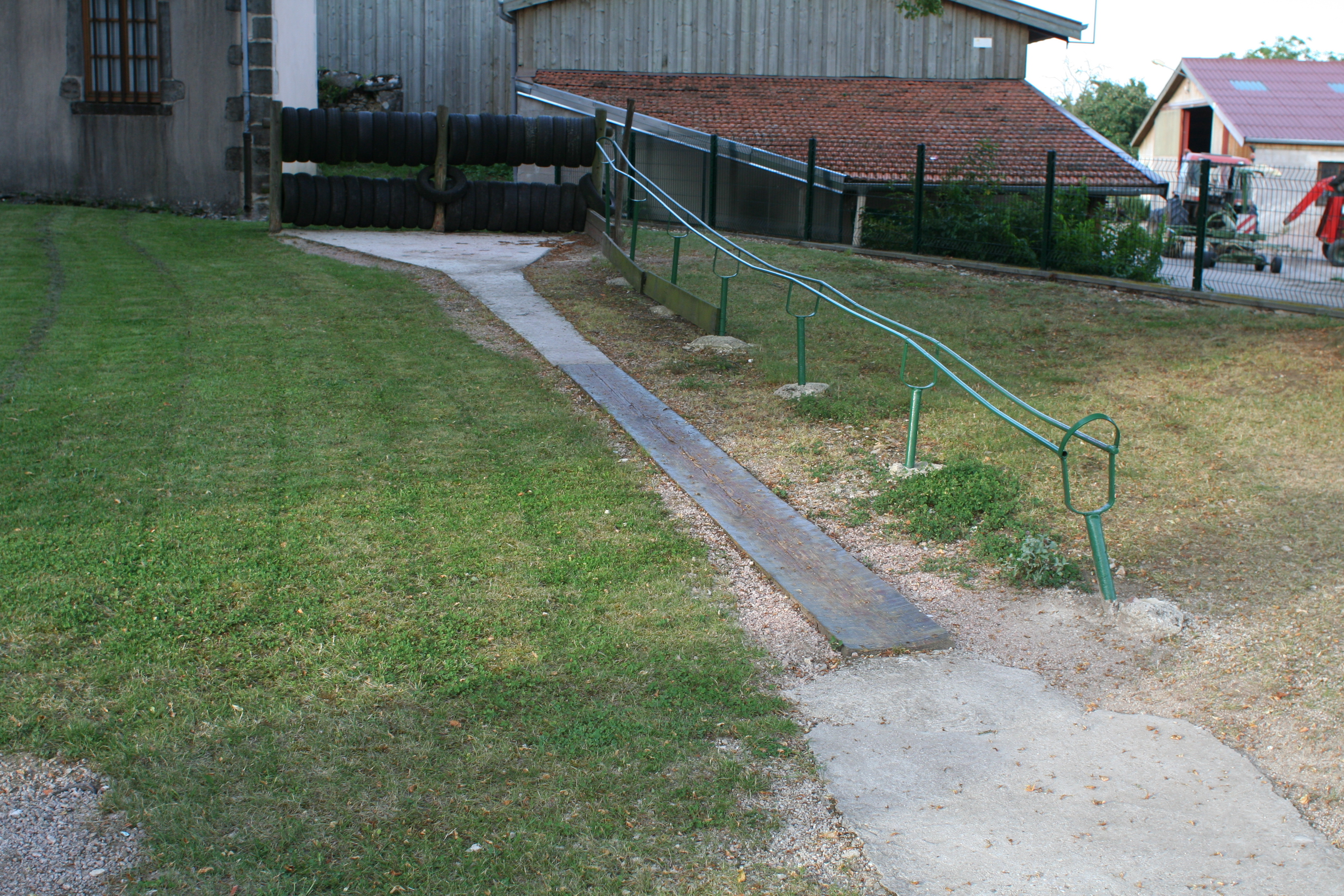
Jeu de quilles.

- L'église Saint-Pierre-ès-Liens. Ravagée en 1370 puis en 1648, son clocher a de nouveau été détruit en 1798[37].

Les cloches actuelles ont été fondues par Thouvenot-Goussel à Blevaincourt en 1860.
- Monument aux morts, carré militaire, carré de corps restitués aux familles[39],[40],[41].
- Fontaines et lavoirs[42].
- Jeu de quilles le long de l'église.
- Le sentier écologique et botanique des 6-frères[43].

### Personnalités liées à la commune
- Urbain Joseph Colin, ecclésiastique[44].
- Jules Marie Eugène Martin, ecclésiastique[45].

### Héraldique
| Blason de Moyemont | Blason  | Coupé vouté : au 1er d'argent à une chaîne de gueules posé en fasce, mouvant des flancs et rompue en son milieu, au 2d de sinople à une étoile de six rais d'or. |
| Blason de Moyemont | Détails | Le statut officiel du blason reste à déterminer. |

#### Blason populaire
À l'instar des voisins de Badménil-aux-Bois surnommé les Dix-neuf, ceux de Moyemont sont surnommé les Vingt-et-un car selon la légende, c'est tout ce qu'il restait du village après la guerre de Trente ans, habitants et maisons compris.  

## Pour approfondir